# Can Turrós
Can Turrós és una obra d'Argelaguer (Garrotxa) inclosa a l'Inventari del Patrimoni Arquitectònic de Catalunya.

## Descripció
Hi ha una inscripció a la llinda de l'arc rebaixat i adovellat del portal que diu "JAUMA TVROS [ornament] ME FEV ANY / 17[ornament]49".

## Història
El nucli urbà d'Argelaguer ha crescut en tres fases molt diferenciades: la part més antiga es localitza a l'entorn de l'església parroquial de Santa Maria i del castell dels Montpalau. En el transcurs dels segles XVII i XVIII es bastiren nombroses cases pel costat de tramuntana que varen ésser fetes amb carreus poc escairats. Algunes conserven llindes, damunt la porta principal, remarcables. Durant la dinovena i l'actual centúria es construí l'Argelaguer modern a cada costat de la carretera comarcal que uneix la capital de la Garrotxa amb Girona.